# زارا فيثيان
زارا فيثيان (بالإنجليزية: Zara Phythian)‏ هي معلمة فنون قتالية و ممثلة  ولدت في 10 مايو 1984 في نوتنغهام، المملكة المتحدة، بدأت زارا بتعلم الفنون القتالية عندما كانت تبلغ من العمر 7 سنوات.

## تعلمها للفنون القتالية
تعلمت زارا الشوتوكان كاراتيه وحصلت على الحزام الأسود (2 دان) قبل ان تبلغ سن المراهقة، في سن 13 التحقت بمدرسة للفنون القتالية في نوتنغهام هناك تعلمت الووشو و التايكواندو والكيك بوكسينغ و الجيت كون دو و الكراتيه الحرة وتعملت فن الوينغ تشون من المعلم سامويل كوك، أصبحت زار بطلة العالم 13 مرة في العديد من الأساليب، في عام 2009 حققت زارا رقم قياسي عالمي في موسوعة جينيس للأرقام القياسية لأكبر عدد ركلات في أقل من دقيقة.

## تأسيسها لمدرسة الفنون القتالية
أسست زارا مدرسة للفنون القتالية في عام 2007 تسمى (The Personal Best Academy) وتستضيف ندوات خاصة مع معلمين الفنون القتالية وتدرس البالغين والأطفال.

## أفلامها
- Transit 17
- Dragon Kingdom
- Doctor Strange
- He Who Dares
- Cannibals and Carpet Fitters
- Underground: Real Brutal Action
- KNIGHTS OF THE DAMNED
- Outlawed

## روابط خارجية
- زارا فيثيان على موقع IMDb (الإنجليزية)
- زارا فيثيان على موقع قاعدة بيانات الفيلم (الإنجليزية)